# 谢瑜 (射击运动员)
谢瑜（2000年6月12日—），贵州省毕节市纳雍县化作苗族彝族乡黑塘村人，中国男子射击运动员。他参加2024年夏季奧林匹克運動會获得了男子10米气手枪项目的金牌。
谢瑜于2015年在毕节市体育运动学校接受射击训练。

## 主要成绩
2018年参加亚洲射击锦标赛，获得男子10米气手枪混合团体银牌和团体银牌。随后在韩国举行的2018年世界射击锦标赛上获得男子50米气手枪团体第3名。
在2021年全国射击冠军赛中获得男子10米气手枪银牌，在2022年第十四届全运会中获得射击10米气手枪混合团体铜牌。
在2022年亚洲运动会射击比赛上同队友获得男子10米气手枪团体银牌。
在巴库举行的2023年世界射击锦标赛上他获得了男子50米气自选手枪慢射冠军和团体冠军，10米气手枪团体冠军。